# Parafia Podwyższenia Krzyża Świętego w Konarach
Parafia Podwyższenia Krzyża św. w Konarach – parafia katolicka w Konarach w dekanacie Strzegom w diecezji świdnickiej. Była erygowana w 1957.  

## Proboszczowie
- ks. Rafał Chudy(2021– )[1]
- ks. Andrzej Ćwik (2013–2021)[2][3]
- ks. Sławomir Calik(?–2013)[3]